# Grande exposition industrielle de Berlin
La grande exposition industrielle de Berlin (Berliner Gewerbe Ausstellung) est une exposition non reconnue par le Bureau International des Expositions (BIE) qui se tient dans le parc de Treptow de Berlin, en 1896.

## Histoire

### Prémices
La première exposition industrielle de Berlin est créée à l'initiative du ministre prussien Christian Peter Wilhelm Beuth. Cette exposition des métiers régionaux a lieu du 1er septembre au 15 octobre 1822 dans la Maison des industries de la Kloßterstraße. On compte 182 entreprises exposantes, représentant 998 produits différents. 9514 visiteurs s'y rendent. La deuxième exposition a eu lieu en 1827 au même endroit. En 1844, l'exposition industrielle générale allemande (Allgemeine Deutsche Gewerbe-Ausstellung) se déroule dans l'ancien arsenal de Berlin, le Zeughaus. Parmi les 3040 entreprises exposantes, 685 sociétés de Berlin présentent une grande variété de produits industriels allemands. 260 000 visiteurs s'y rendent.
En 1879, une grande exposition a lieu dans un parc situé près de la gare de Lehrte. Il ne s'agit pas seulement d'y présenter des avancées technologiques, l'évènement comptant un parc d'attraction, avec notamment la première locomotive électrique de Siemens & Halske, lancée grâce à de l'électricité sur une piste circulaire de 300 mètres. Au cours des quatre mois de l'exposition, 90 000 visiteurs s'y rendent. La locomotive d'origine est de nos jours exposée au Deutsches Museum de Munich, alors qu'une réplique se trouve au Musée allemand des techniques de Berlin.

### Difficultés d'organisation

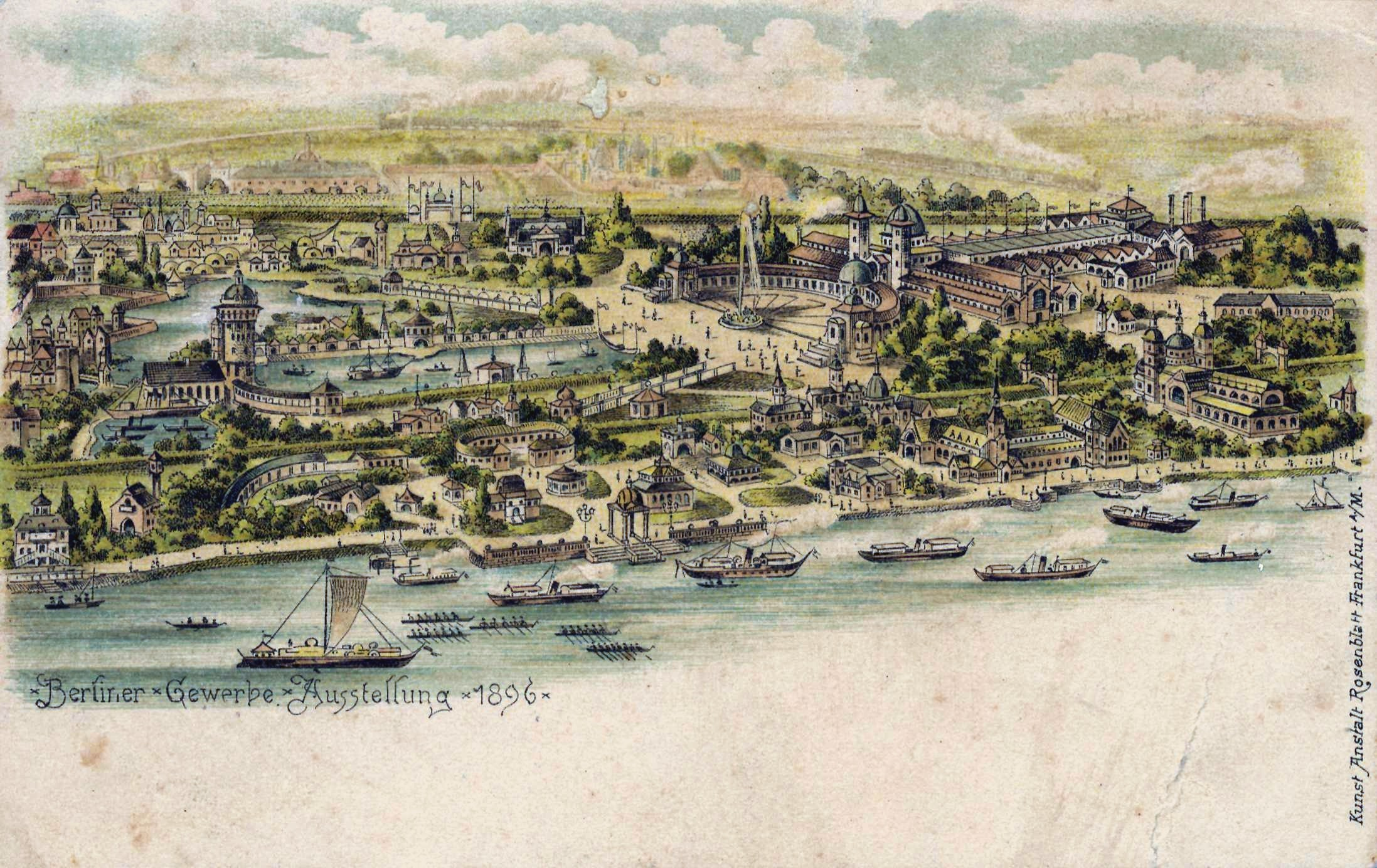
Vue de l'exposition.

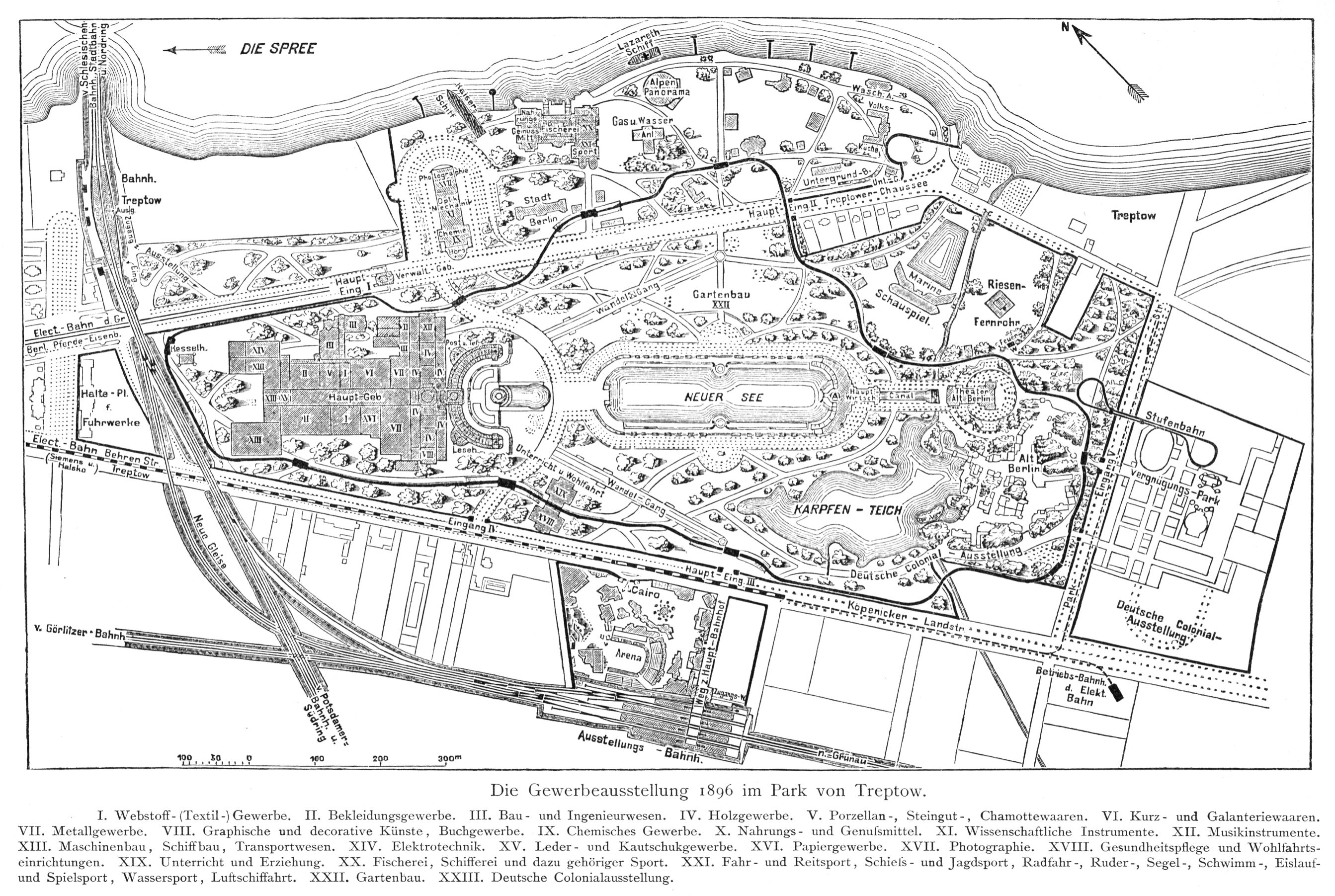
Plan de l'exposition.

Après les expositions internationales réussies de Londres et de Paris, la presse berlinoise milite pour que la capitale allemande en accueille une à son tour. L'Association des marchands et des industriels (Verein Berliner Kaufleute und Industrieller ou VBKI) – qui avait été fondée pour l'exposition industrielle de 1879 – y est particulièrement favorable. Son président, Max Ludwig Goldberger, décide de faire de cet objectif le projet de sa vie. Ayant vécu aux États-Unis pendant un certain temps, il avait écrit un livre intitulé Land der unbegrenzten Möglichkeiten (littéralement « Pays aux possibilités illimitées ») et possédait la notoriété d'un auteur respecté. Le succès de l'exposition universelle de 1889 à Paris, pour laquelle la tour Eiffel est érigée et qui démontrait la puissance industrielle de la France joue par ailleurs dans la volonté allemande de rivaliser avec son voisin français (aux relations diplomatiques tendues depuis la guerre franco-prussienne) et de présenter la qualité de sa propre industrie.
Cependant, la chambre de commerce nationale ainsi que le conseil des ministres rejettent l'idée, la situation financière du Reich ne permettant pas d'organiser un tel évènement. L'empereur Guillaume II y est également opposé, écrivant à son chancelier Leo von Caprivi le 20 juillet 1892 : « Paris est tout simplement ce que Berlin va espérer ne jamais devenir : le plus grand hôtel du monde ». 
Défiant ces refus, la VBKI créé une structure afin de préparer une exposition, sous le nom d'« Exposition industrielle de Berlin 1896 », les difficultés politiques ne permettant pas que l'exposition soit « internationale » comme celles organisées depuis les années 1850 dans le monde. Si le nom de l'évènement pouvait laisser penser qu'il ne s'agissait que d'une foire régionale, l'intention était tout autre, cette exposition devant rivaliser celles des autres grandes métropoles. La date est choisie en référence au 25e anniversaire du choix de Berlin comme capitale de l'empire.

### Exposition

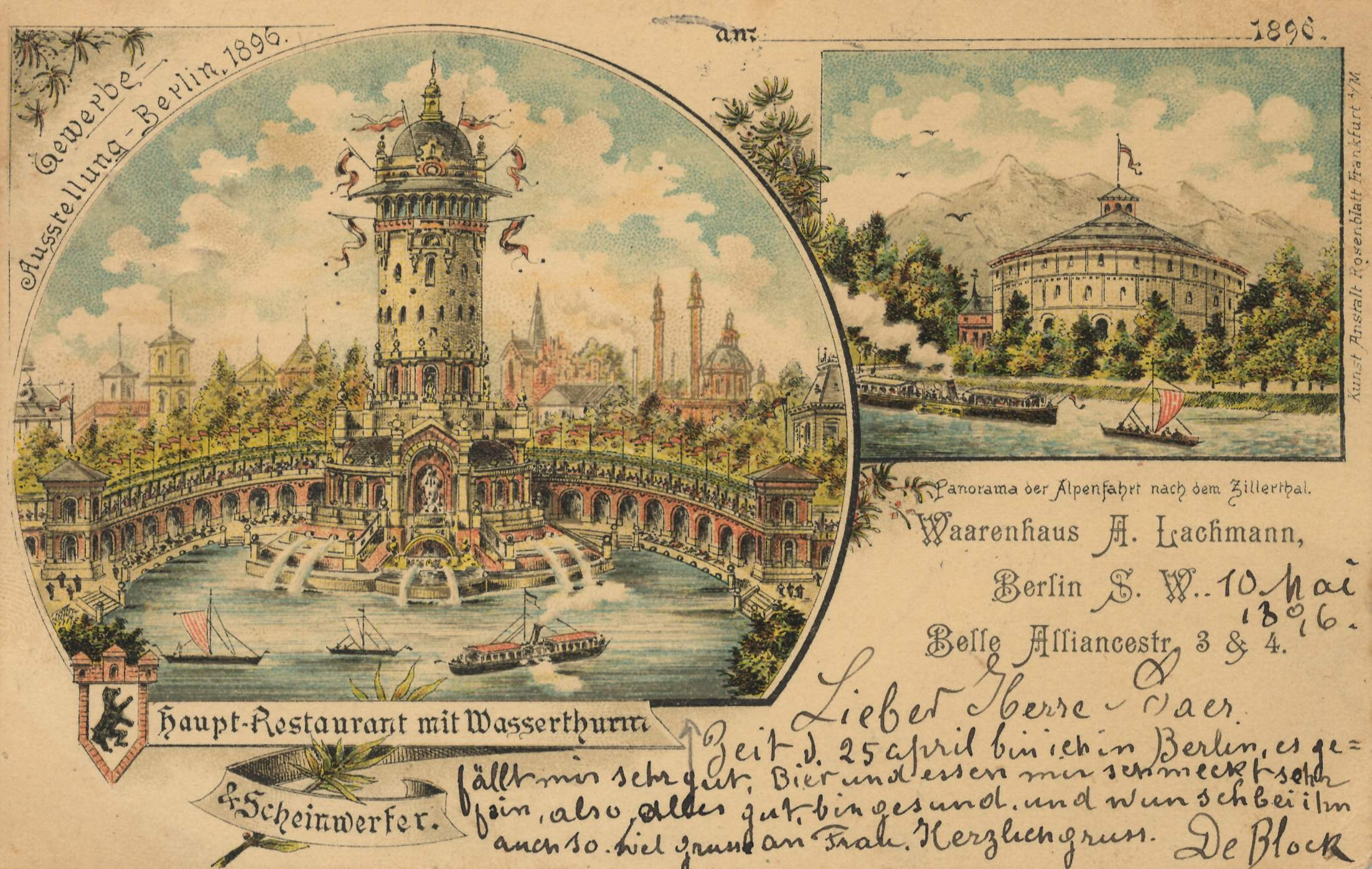
Restaurant principal.

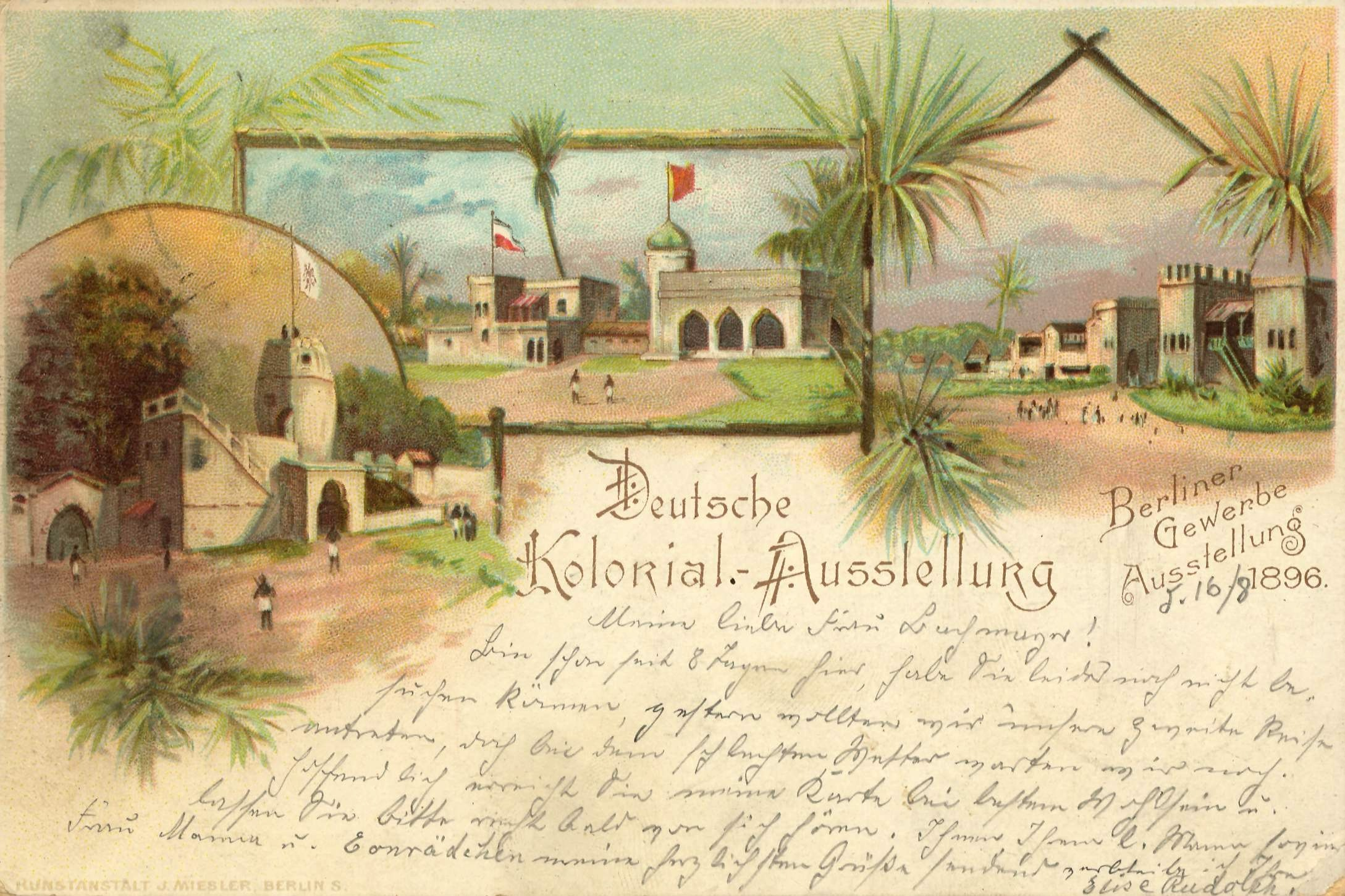
Exposition coloniale.

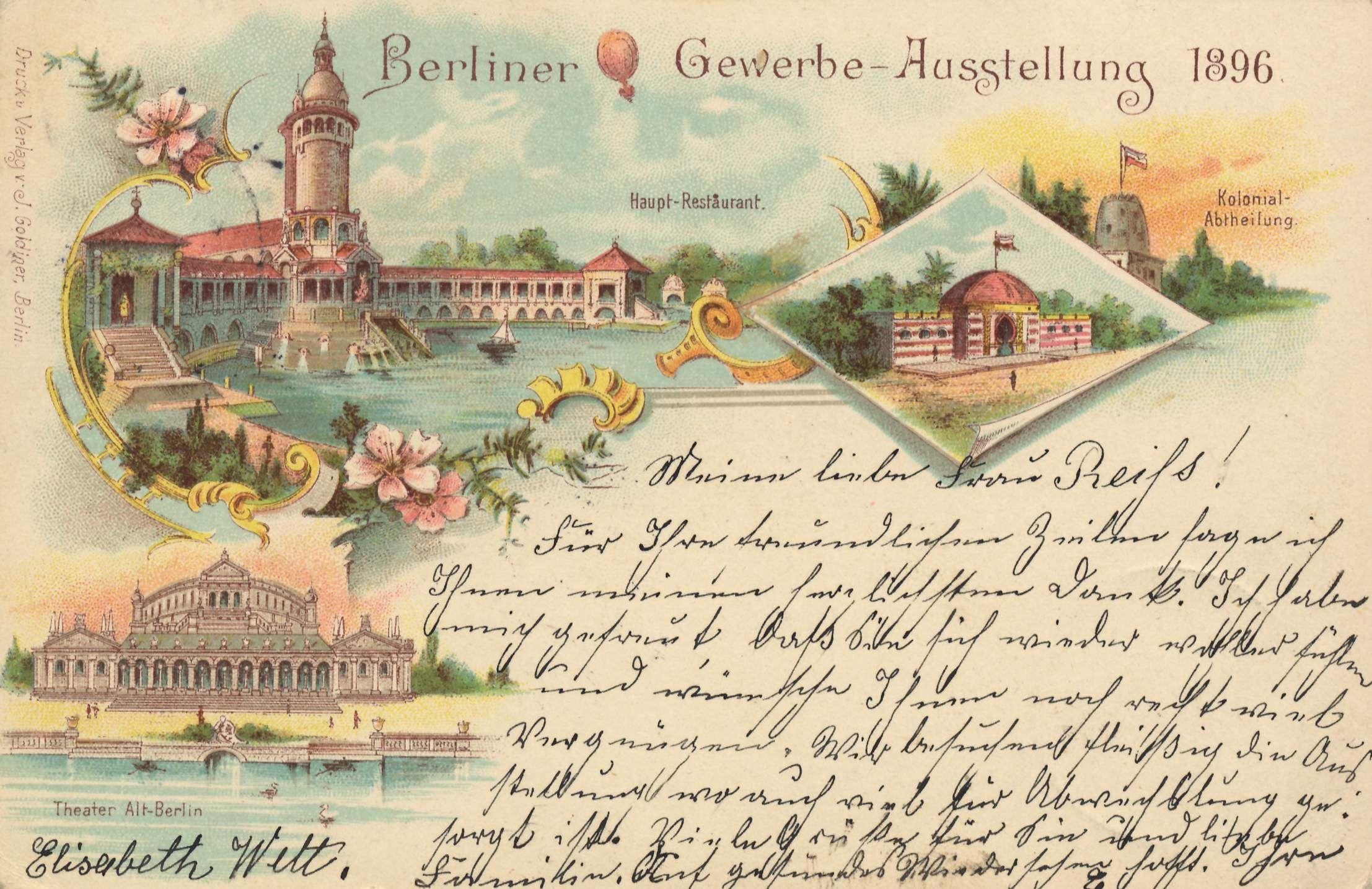
Exposition sur le vieux Berlin.

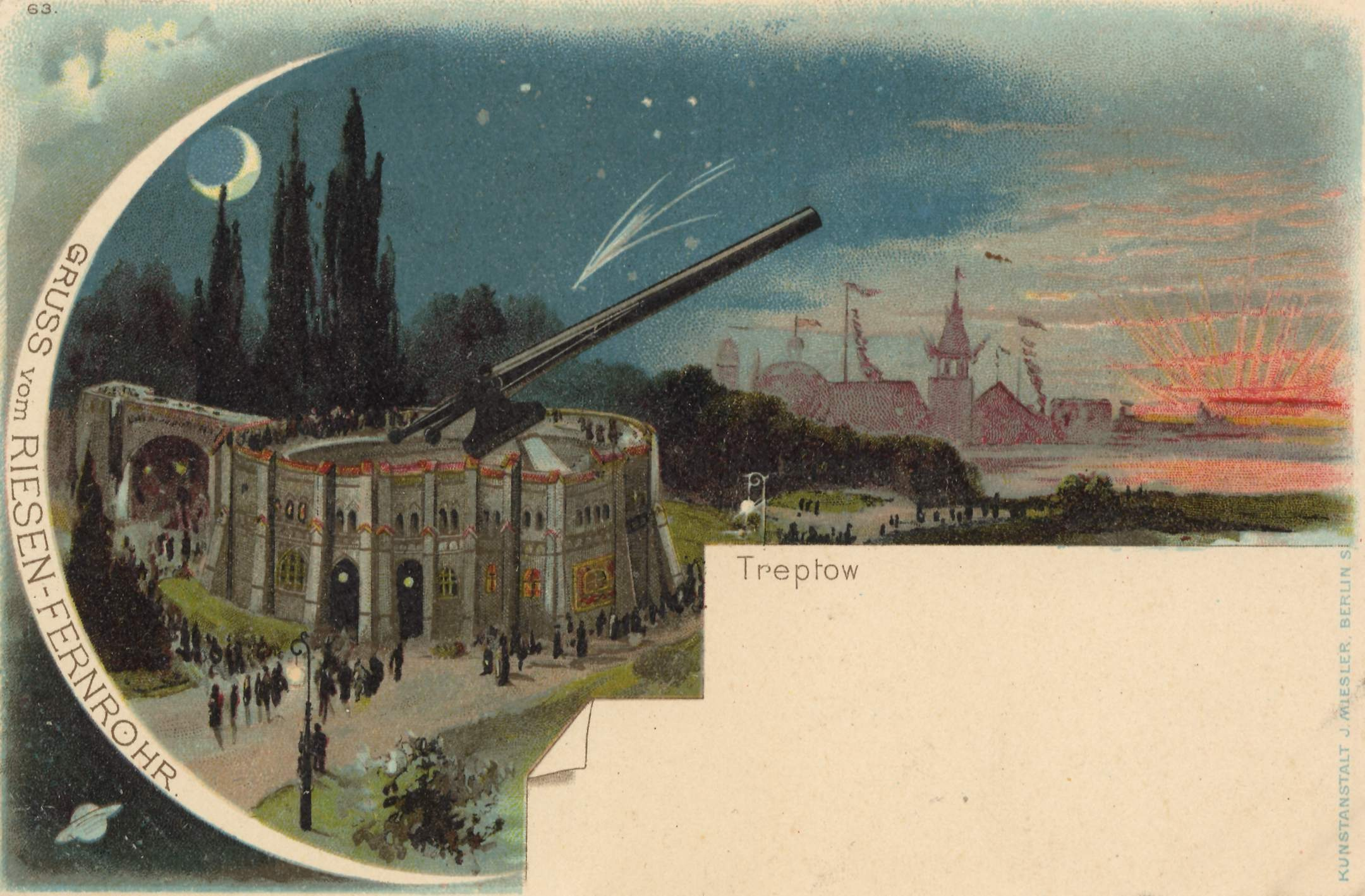
Le grand télescope.

Les travaux de construction commencent en 1894. Il s'agit de créer un show room pour l'industrie allemande, alors en pointe au niveau mondial. Le site de 900 000 mètres carrés est plus vaste que ceux des expositions internationales qui ont eu lieu dans le passé. Le « Nouveau lac » (Neuer See), qui se trouve au milieu, est un bassin artificiel de 10 000 m³ (il est situé à l'actuel emplacement du mémorial soviétique de Treptower Park). Un tramway électrique sert à se déplacer dans l'exposition. 3780 entreprises exposantes sont réparties dans 23 sections thématiques. Le plus grand bâtiment, avec 13 sections, est le Haupt-Industrie-Gebäude, situé à une extrémité du lac, tandis que d'autres se répartissent sur ses rives. L'électrification de la zone (notamment son éclairage complet) nécessite une centrale électrique spéciale.
L'exposition est promue dans le monde entier. Malgré les 120 jours de pluie sur les 168 sur lesquels se déroulent l'évènement, sept millions de visiteurs s'y rendent.

### Attractions
L'exposition n'a pas seulement pour but la promotion industrielle de l'Allemagne mais également de faire rayonner sa capitale, Berlin.
L'industrie alimentaire allemande présente ses produits et les vend dans de nombreux restaurants. Des bars à bière comme des tables de haute gastronomie sont présents tout autour. Il est possible d'emprunter des gondoles vénitiennes sur le lac, alors qu'un cirque présente des animaux tropicaux, qu'un grand panorama montre aux visiteurs le pôle arctique et qu'un ballon dirigeable permet de voir le site du ciel. Il y a aussi un théâtre et des attractions de fête foraine.
L'exposition coloniale allemande (Deutsche Kolonial-Ausstellung) recréé l'ambiance de villages de l'Afrique orientale, du Togo, du Cameroun et de la Nouvelle-Guinée, avec plus de 100 autochtones qui sont amenés à Berlin pour en renforcer l'authenticité (les collections de cette exposition sont par la suite transférées au Deutsches Kolonialmuseum). Dans la section « Kairo », de petites rues du bazar de la vieille ville du Caire sont recréées, avec un café arabe et une mosquée. Une pyramide est édifiée, avec un petit village de paysans égyptiens. Un ascenseur disposé à côté de la pyramide jusqu'à son sommet permet de l'utiliser comme point de vue.
L'exposition sur le vieux Berlin essaie de montrer à quoi la ville ressemblait au Moyen Âge, avec un marché, une mairie et un théâtre.
Otto Lilienthal présente des machines à vapeur – il n'est pas été autorisé à montrer l'un de ses avions mais il tient un cours sur ses expériences de vol pratique le 16 juin.
Le grand télescope est une attraction majeure de l'exposition, bien que sa construction ait été achevée en septembre. En raison du grand intérêt du public, il est plus tard déplacé vers l'observatoire Archenhold. Toutes les autres constructions ont dû être détruites, ayant de toute manière été conçues pour être éphémères.

## Sections
Il y a 23 sections :

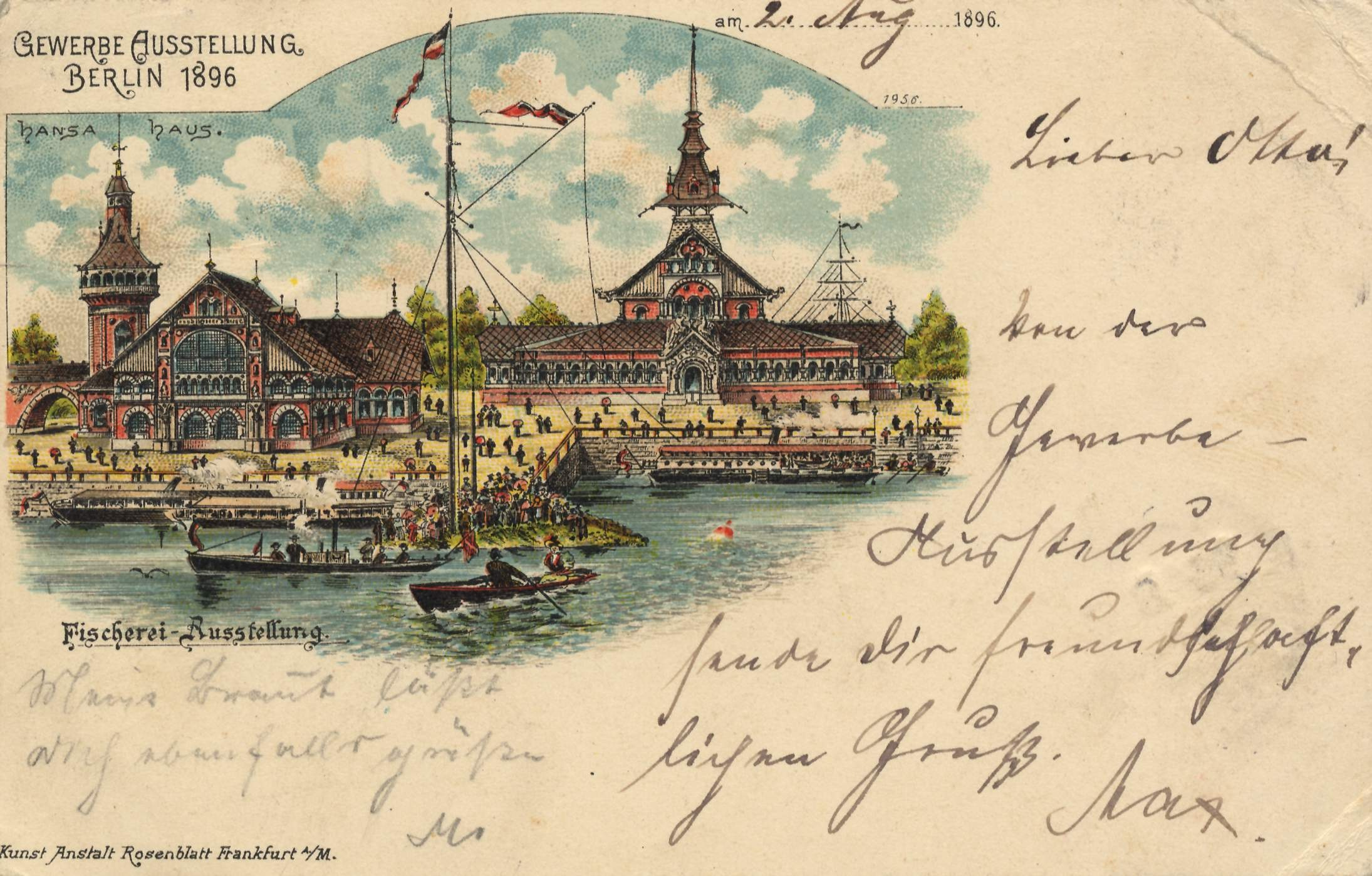
Pavillon de la pêche.

- I. Textil-Industrie (industrie textile)
- II. Bekleidungs-Industrie (industrie vestimentaire)
- III. Bau- und Ingenieurwesen (construction et ingénierie)
- IV. Holz-Industrie (industrie du bois)
- V. Porzellan-, Chamotte- und Glas-Industrie (industrie de la porcelaine, de la chamotte et du verre)
- VI. Kurz- und Galanteriewaren (mercerie et articles de fantaisie)
- VII. Metall-Industrie (industrie métallurgique)
- VIII. Graphische und decorative Künste. Buchgewerbe (graphisme, arts et typographie)
- IX. Chemie (industrie chimique)
- X. Nahrungs- und Genuss-Mittel (aliments et boissons)
- XI. Wissenschaftliche Industrie (sciences industrielles)
- XII. Musik-Instrumente (industrie musicale)
- XIII. Maschinenbau, Schiffbau und Transportwesen (ingénierie mécanique, construction navale et transports)
- XIV. Elektrotechnik (appareils électriques)
- XV. Leder- und Kautschuk-Industrie (industrie du cuir et du caoutchouc)
- XVI. Papier-Industrie (industrie du papier)
- XVII. Photographie (photographie)
- XVIII. Wohlfahrts-Einrichtungen  (organisations sociales)
- XIX. Unterricht und Erziehung (éducation et formation)
- XX. Fischerei (pêche)
- XXI. Sport (sports)
- XXII. Gartenbau (horticulture)
- XXIII. Deutsche Kolonial-Ausstellung (exposition coloniale)

## Source
- (en) Cet article est partiellement ou en totalité issu de l’article de Wikipédia en anglais intitulé « Great Industrial Exposition of Berlin » (voir la liste des auteurs).